# San Antonio de la Cal
San Antonio de la Cal är en ort i Mexiko.   Den ligger i kommunen San Antonio de la Cal och delstaten Oaxaca, i den sydöstra delen av landet, 400 km sydost om huvudstaden Mexico City. San Antonio de la Cal ligger 1 553 meter över havet och antalet invånare är 20 198.
Terrängen runt San Antonio de la Cal är huvudsakligen kuperad, men åt sydväst är den platt. Runt San Antonio de la Cal är det ganska tätbefolkat, med 90 invånare per kvadratkilometer. Närmaste större samhälle är Oaxaca de Juárez, 4,8 km nordväst om San Antonio de la Cal. I omgivningarna runt San Antonio de la Cal växer huvudsakligen savannskog.